# Kraaiennest (Midden-Delfland)

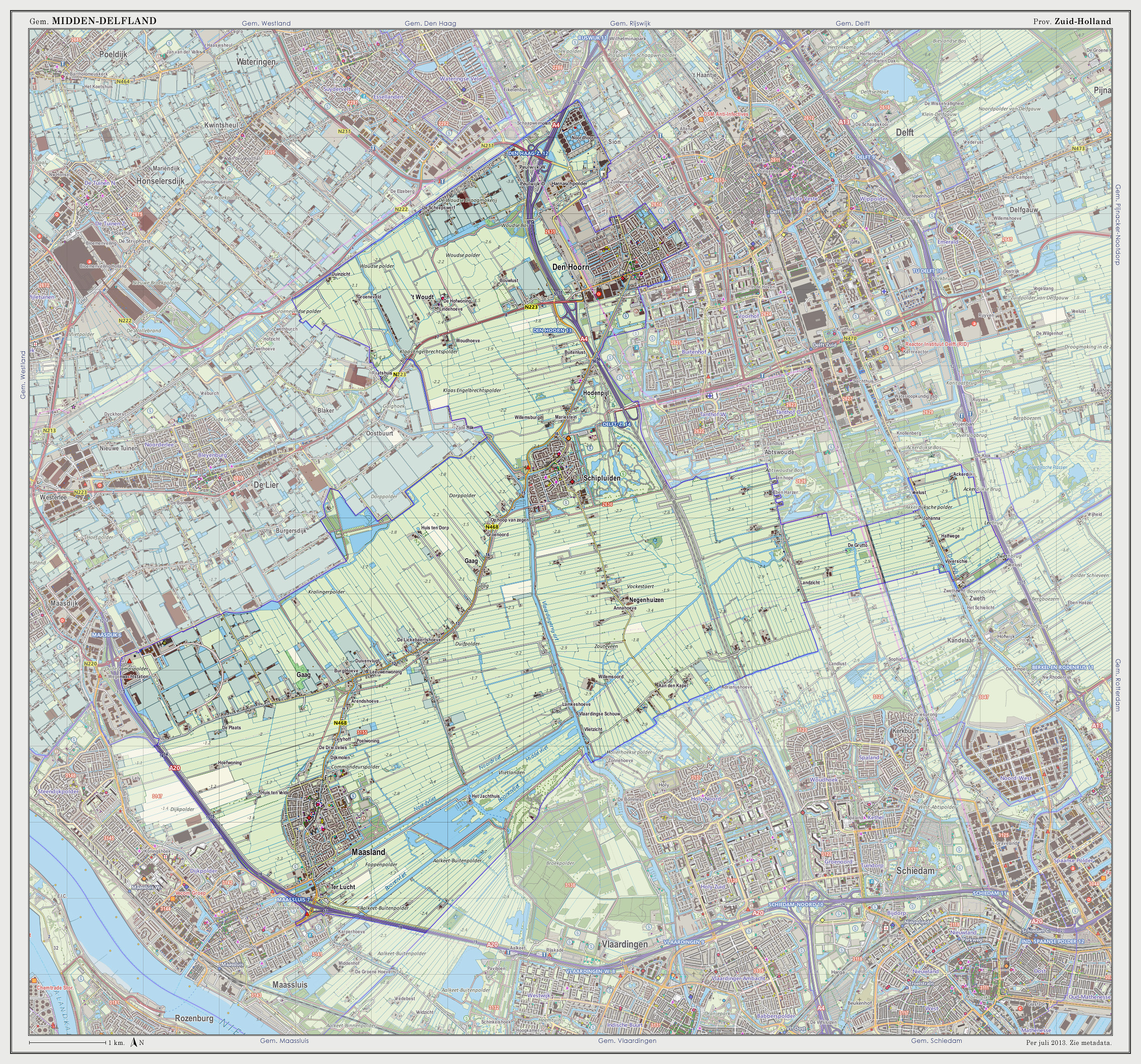
Kraaiennest in 2013: de blauwe driehoek links van het midden

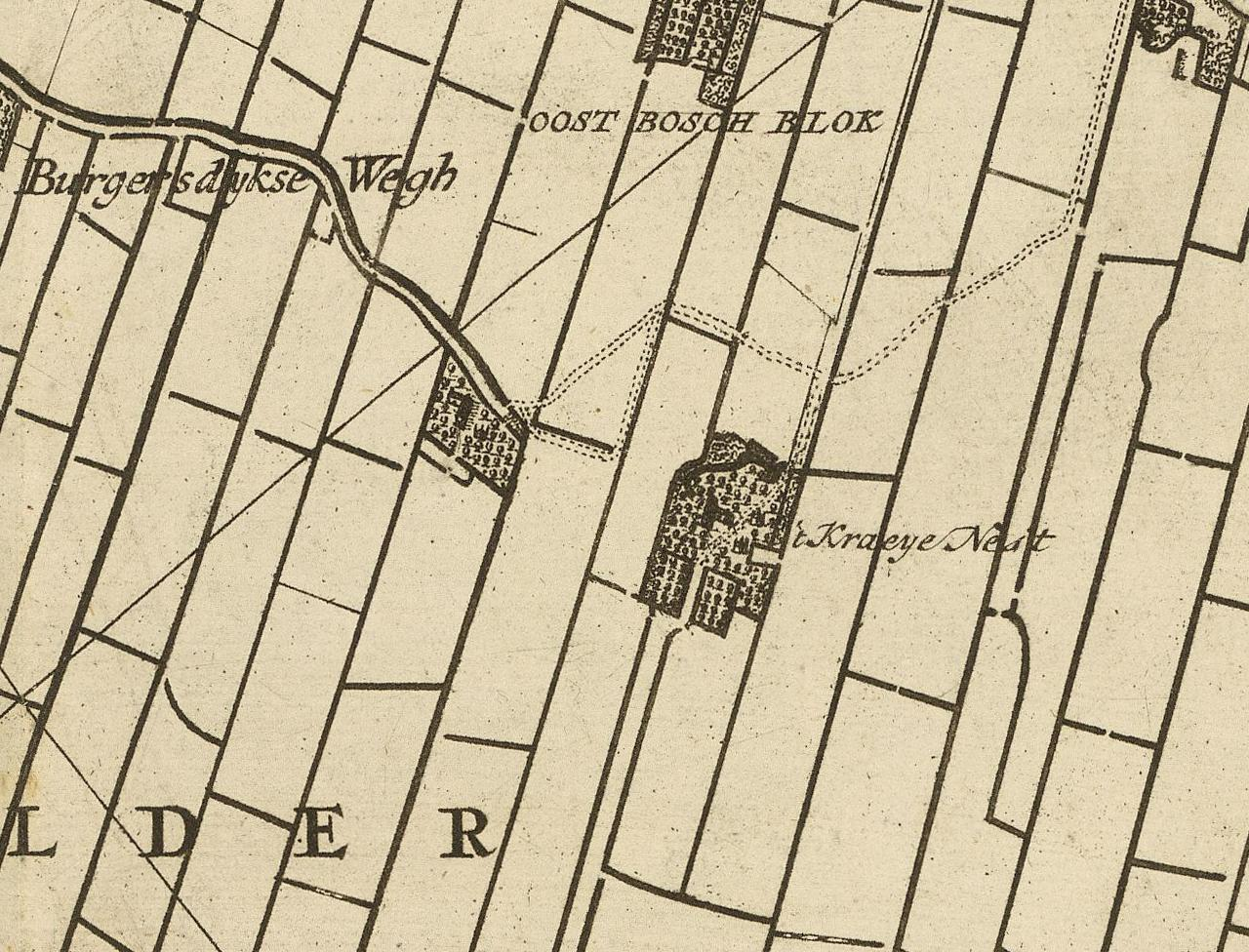
Boerderij t KraeyeNest op een kaart uit 1712

Kraaiennest is een gebied in de Nederlandse gemeente Midden-Delfland, aan de rand van de Westlandse plaats De Lier. Het beslaat een oppervlak van circa 70 hectare, waarvan 48,92 hectare voor dagrecreatie. Daarnaast dient Kraaiennest als waterberging, wat soms conflicteert met de recreatiefunctie. De kern van het recreatiegebied wordt gevormd door twee grote plassen en een kleine. Daartussen en daaromheen liggen een speelweide, strandjes en verharde en onverharde paden voor fietsers en wandelaars. Het gebied heeft zich als drasland spontaan ontwikkeld tot verblijfsgebied voor vogels.

## Geschiedenis en naam
Onder beheer van de Reconstructiecommissie Midden-Delfland begon de aanleg van het recreatiegebied in 1992. Bij voorafgaand archeologisch onderzoek werd duidelijk, dat er al in de ijzertijd mensen in het gebied leefden, zoals blijkt uit resten van aardewerk op de oeverwallen van de grote kreek die tot onder de tuinderijen aan de Scheeweg loopt. De vondsten maken niet duidelijk of men er woonde of er als nomade doortrok. In de Romeinse tijd was vrijwel heel Midden-Delfland al bewoond, waarbij men gebruik maakte van de rijkdom aan prielen, kreken en geulen die door het gebied liepen. Men woonde destijds op de oeverwallen en ruggen en gebruikte de flanken voor landbouw. Voor de afwatering legde men slootjes aan naar een nabije natuurlijke waterloop.
Nadat de Romeinen zich teruggetrokken hadden, is Midden-Delfland vanaf ongeveer 400 n.Chr. eeuwenlang vrijwel onbewoond geweest. Blijkens sporen bij Maasland uit de eerste helft van de 7e eeuw kwam de mens toch wel in deze omgeving, misschien vanaf de kust of de oevers van de Maas. De vondsten geven geen duidelijkheid, maar doen denken aan een visplaats of jagershut.
Vanaf de 11e eeuw of het begin van de 12e eeuw zijn er permanente nederzettingen. Wel blijkt uit een opgraving aan de nabijgelegen Oostbuurtse weg, dat er in de middeleeuwen een verwoestende overstroming moet zijn geweest, die het landschap volledig veranderd heeft en de oeverwallen uit de Romeinse tijd grotendeels vernietigd heeft. Het tijdstip van deze overstroming is onzeker, maar een dergelijke overstroming heeft plaatsgevonden in het tweede kwart van de 12e eeuw, rond 1134.
De naam Kraaiennest is ontleend aan een voormalige boerderij, waar anno 2017 bed and breakfast 't Kraaijenest is gevestigd. Deze ligt ten noordwesten van het recreatiegebied, aan de rand van de buurtschap Burgersdijk. Op een kaart van Jacob en Nicolaus Cruquius uit 1712 is 't KraeyeNest al ingetekend, maar het boerenbedrijf onder deze naam is minstens nog een eeuw ouder: In 1612 wordt ene Pieter Vrancken Burgersdijk genoemd die daar woonde.
Op dezelfde plaats stond al voor 1300 hofstede of kasteel Diepenburch, maar deze woonstee is mogelijk tijdens de Hoekse en Kabeljauwse twisten in 1351 verwoest, hoewel zij in 1373 nog wordt genoemd. Van de ringgracht zijn nog altijd resten te zien rond 't Kraaijenest.

## Gebied en ligging
Kraaiennest is onregelmatig van vorm, ruwweg vierhoekig. De langste as loopt vrijwel noord-zuid en is iets minder dan een kilometer lang. Min of meer in oost-westrichting loopt een as van een kleine 900 meter, maar die loopt deels over het kassengebied aan de oostkant, dat een rechthoekige hap neemt uit het gebied.
Kraaiennest ligt op een kruispunt van fietspaden tussen De Lier, Schipluiden, ’t Woudt, Maasland en Maassluis. Per auto is het recreatiegebied het best bereikbaar vanuit De Lier, over de Van der Houckweg, die doodloopt op de driehoekige Westplas, veruit de kleinste van de drie plassen. De weg ligt aan de noordwestkant van het gebied en aan weerszijden liggen stroken boomaanplant en aan de oostkant liggen circa zestig halfverharde parkeerplaatsen, vanwaaruit bruggetjes naar de twee grote, min of meer driehoekige plassen leiden. De noordelijke mist een rechthoekige hap, maar is duidelijk groter. Dit is de surfplas. Beide plassen zijn zo'n 500 meter lang. Ze worden gescheiden door een strook grond met verhard fietspad en karakteristieke, honderden meters lange bomenrijen. Op deze strook, die plaatselijk meer dan vijftig meter breed is, liggen langs de zuidelijke plas een speelweide en recreatiestrandjes. In de zuidwesthoek van het gebied ligt een derde, veel kleinere plas, eveneens driehoekig. De drie plassen meten samen ongeveer 19 hectare.
Ten noordwesten van Kraaiennest ligt De Lier en ten westen ervan ligt de buurtschap Burgersdijk. Aan de oost- en westkant is het recreatiegebied ingeklemd tussen kassen. Aan de zuidkant ligt een slagenlandschap met weilanden en daar voorbij de plaatsen Maasland en Vlaardingen.

## Bestuur en beheer
Tot 2004 behoorde Kraaiennest tot de gemeente De Lier, die bij de gemeentelijke herindeling Westland van 2004 opging in de gemeente Westland. Kraaiennest werd echter uitgeruild tegen tuinbouwgebieden in de Groeneveldse polder en de Dorppolder en werd zodoende bij Midden-Delfland gevoegd. Het gebied wordt tot 2017 beheerd door Recreatieschap Midden-Delfland, een samenwerkingsorgaan van diverse overheidsinstellingen. Uit een kaart blijkt, dat het schap ook twee kleine, losse percelen tot het beheersgebied van Kraaiennest rekent. Het ene ligt op een halve kilometer afstand, voorbij de dubbele knik in de Dorppolderweg, en het andere op een kilometer, bij de kruising van de Burgerdijkseweg en het Kralingerpad.
Wanneer Recreatieschap Midden-Delfland volgens afspraak per 2018 opgeheven wordt, zal het beheer overgedragen worden aan een coöperatieve vereniging.

## Recreatie
Het terrein is vrij toegankelijk. Vergeleken met de recreatiegebieden in de omgeving heeft Kraaiennest weinig specifieke voorzieningen. Naast basisvoorzieningen zoals toiletten zijn er voor dagrecreatie een ligweide, een speelweide en enkele recreatiestranden aangelegd, waaronder een surfstrand. Het gebied wordt wel beschouwd als losloopgebied voor honden, maar dit is onjuist. Hoewel recreatievissers, zwemmers en surfers welkom zijn, is er geen toezicht en zijn er geen voorzieningen voor natte recreatie. Wel blijkt uit regelmatige metingen dat de bacteriologische kwaliteit van het water goed tot uitstekend is, met uitzondering van periodes waarin geëxperimenteerd werd met verlaging van het peil ten behoeve van waterberging.

### Recreatie en toerisme in de omgeving
In de gemeenten Westland en Midden-Delfland zijn, mede door het intensieve grondgebruik voor land- en tuinbouw, vrij weinig voorzieningen voor toerisme en recreatie. Naast het Kraaiennest noemt Midden-Delfland de Foppenplas en de Kerkpolder als de belangrijkste gebieden. Beide liggen hemelsbreed op drie tot vier kilometer van Kraaiennest. De karakteristieken van deze drie zijn volgens de gemeente:
- Foppenplas, in recreatiegebied Vlietland tussen Maasland en Vlaardingen: vooral waterrecreatie. Een jachthaven met 175 ligplaatsen en een voetveer naar het Bommeer.
- Kerkpolder, aan de westkant van Den Hoorn: 217 hectare, met voorzieningen voor sport, zoals een golfbaan, sportvelden en een zwembad. Daarnaast wandel- en fietspaden.
- Kraaiennest: 49 hectare. dagrecreatie: surfen, zwemmen, recreatief vissen

Net ten noorden van De Lier, in de gemeente Westland, liggen nog twee gebieden die geschikt zijn voor recreatie: tegen De Lier aan ligt de Zeven Gaten en aan de overkant van de N222 de Wollebrand. De Zeven Gaten is een betrekkelijk gaaf agrarisch cultuurlandschap, de Wollebrand is een plassengebied met voorzieningen voor watersport, zoals een kabelskibaan.

## Waterhuishouding

### Algemeen
Waterbeheerder Hoogheemraadschap van Delfland duidt de noordelijke surfplas aan als Polderwaterberging Kraaiennest Plas I of Noordplas. De kleinste plas, de Westplas, heeft nummer II en de zwemplas of Zuidplas is nummer III. De westkant van Kraaiennest grenst aan de Kralingerpolder en een klein strookje in het noordwesten ligt er zelfs in. Het overgrote deel, met de plassen, ligt in de Dorppolder, die zelf is weer verdeeld in noord en zuid. Kraaiennest ligt in het noordelijk deel, op de scheidslijn. Die loopt overigens niet oost-west, maar van noordoost naar zuidwest. Vanwege uiteenlopende belangen worden de delen verschillend beheerd en Kraaiennest kon als buffer dienen voor de conflicterende belangen. Het dubbele gebruik als waterberging en recreatiegebied leverde echter nieuwe problemen op.

### Belangentegenstellingen en oplossingen
De glastuinbouw in Dorppolder-noord heeft een hoge grondwaterstand nodig, maar is zo volgebouwd met kassen, dat er bij zware regenval te weinig water wordt opgenomen door de grond. Het overtollige water wordt in zuidoostelijke richting geloosd op de hoofdwatergang van de polder, die op de scheiding van noord en zuid ligt, evenwijdig aan de Dorppolderweg. Vanuit de hoofdwatergang gaat het water weer verder naar zuidoosten. Het Dorppoldergemaal aan de zuidoostrand van de polder pompt het water naar het lozingspunt in de Gaag. Het hoogheemraadschap streeft voor Dorppolder-noord naar een waterpeil van 2,60 m onder NAP. Voor het grootste deel van Dorppolder-zuid is het streefpeil 2,85 m onder NAP, mede omdat het maaiveld hier lager ligt. Deels watert dit weidegebied ook af op de hoofdwatergang, maar deels rechtstreeks op het gemaal.
Het afvoersysteem heeft te weinig capaciteit, zodat al sinds 1999 een semipermanent mobiel gemaal aan de Dorppolderweg bijspringt. In elk geval sinds 2010 slaat dit gemaal uit op de Zijde. Omdat de afvoercapaciteit van de waterlopen ook regelmatig tekortschiet, bijvoorbeeld na zware regenval of een hoge waterstand in de Maas, kalven van sommige waterlopen de oevers af door de hoge stroomsnelheden. Water uit het kassengebied, soms vervuild met bestrijdingsmiddelen, dringt het weidegebied binnen. De boeren kampen daardoor met wateroverlast, enigszins vervuild water en zompige grond.
Vergroting van de hoofdwatergang zou helpen. Volgens het hoogheemraadschap is het nu echter al moeilijk om deze op diepte te houden en biedt alleen verbreding soelaas. Die slokt echter te veel kostbare ruimte op. Dat geldt nog sterker voor de ideale oplossing met een tweede watergang langs de Dorppolderweg, die het mogelijk zou maken om de verschillende waterpeilen onafhankelijk van elkaar te handhaven. Een gedeeltelijke peilscheiding komt er wel, door de bouw van een nieuw gemaal op de plaats van het mobiele gemaal. Doordat dit op de grens van de polderhelften komt, zal het uit beide helften water trekken en niet zoals het bestaande gemaal aan de Gaagweg tuinbouwwater door het weidegebied trekken. Dammen en stuwen in watergangen tussen de Dorppolderweg en het gemaal aan de Gaagweg moeten ervoor zorgen dat dit geen vals water naar het weidegebied trekt. Verder wil het hoogheemraadschap de waterkwaliteit met extra meetpunten beter bewaken.

### Jaarronde berging
Kraaiennest kan dienen als polderwaterberging, vooral om bij zware regenval wateroverlast te voorkomen. De plassen zijn losgekoppeld van het boezemwater, maar dienen jaarrond als dynamische waterberging, dus als buffer voor betrekkelijk schoon water om het waterpeil in het waterschap te stabiliseren. Bij een hoog waterpeil wordt het water van buitenaf over negen stuwen aan de zuidkant van de Kralingerpolder rechtstreeks of indirect uitgelaten op de hoofdwatergang in de Kralingerpolder. Vandaar wordt het water afgevoerd naar Kraaiennest.
Minstens tot 2012 dacht het hoogheemraadschap, dat Kraaiennest een groot deel van het tekort aan waterberging in Dorppolder-noord, Kralingerpolder en Oude Campspolder op kon lossen. Van de nodige bergingscapaciteit van 177.000 m³ zou het Kraaiennest er 129.700 m³ kunnen bieden. Voor die berging zou dan de Zuidplas gebruikt worden, zodat de Noordplas als zwemplas ingericht moest worden. Eind 2013 was het schap echter van mening veranderd. Het stelde toen dat de waterberging maar beperkt kan zijn, omdat het peil in de plassen oncontroleerbaar kan stijgen bij grote lozingen vanuit de Oude Campspolder, wat tot inundatie van Dorppolder-noord kan leiden.

### Calamiteitenberging
Er zijn bovendien plannen geweest om de plassen in te zetten als calamiteitenberging, wat inhoudt dat ze bij uitzondering dienst zouden moeten doen als noodopvang voor hemelwater, oppervlaktewater en overlopend rioolwater uit de omgeving, dat vervuild zou kunnen zijn. Na de verlaging van de waterstand, die daarvoor noodzakelijk was, ontstonden echter bacteriologische problemen, die er voorheen nooit waren. Ook bleek in 2012 dat de transportcapaciteit te klein was om grote hoeveelheden water snel in het gebied te laten. Anno 2017 is de situatie rond eventuele calamiteitenberging onduidelijk.

### Conflict
In 2016 kwam een conflict tussen boeren en het Hoogheemraadschap naar buiten, dat samenhangt met de belangentegenstellingen rond de waterhuishouding in de polders tussen Schipluiden en De Lier. Voor de tuinders in het kassengebied in Dorppolder-noord is een hogere grondwaterstand nodig dan voor de boeren in Dorppolder-zuid, het weidegebied. Daarom heeft de Reconstructiecommissie Midden-Delfland in de jaren negentig met de betrokkenen afgesproken te streven naar onafhankelijke regeling van het waterpeil in beide gebieden, de zogenaamde scheiding tussen glas en gras. Daar blijken kosten, bezwaren en risico's aan te zitten, zodat het Hoogheemraadschap nu opteert voor een gedeeltelijke peilscheiding. Vooralsnog komt het afgepompte water uit het kassengebied deels in de weilanden terecht, mede omdat de dichtere bebouwing met kassen ten koste is gegaan van de tussenliggende watergangen. De jaarronde waterberging in Kraaiennest zou dit probleem verzachten door het water in buffer te houden en gefaseerd af te voeren, maar het Recreatieschap Midden-Delfland weigert water uit het kassengebied in te laten, omdat te veel bestrijdingsmiddelen in zitten. Een nieuw te bouwen gemaal moet de problemen grotendeels oplossen. Een tweede hoofdwatergang of verbreding van de bestaande zou een definitieve oplossing zijn, maar plannen daarvoor zijn stukgelopen op onenigheid over geld.

## Natuurwaarden
Doordat recreanten in Kraaiennest in het algemeen op het droge blijven, zijn de plassen aantrekkelijk voor vogels en vormen ze een rust- en foerageergebied voor trekvogels. Voor vogelsoorten met een voorkeur voor drasland is een weiland deels onder water gezet om een plas-dras weiland te vormen. Daardoor is Kraaiennest in trek bij weidevogels en watervogels: naast eenden, smienten, ganzen en zwanen zijn dit onder andere de grutto, scholekster, tureluur, lepelaar, steltkluut en kievit. De kleine karekiet broedt in de rietkragen langs de plassen.
Voor 2018 is de aanleg gepland van een ecologische verbindingszone langs de Blakervaart, tussen de Wollebrand in Honselersdijk en het Kraaiennest.

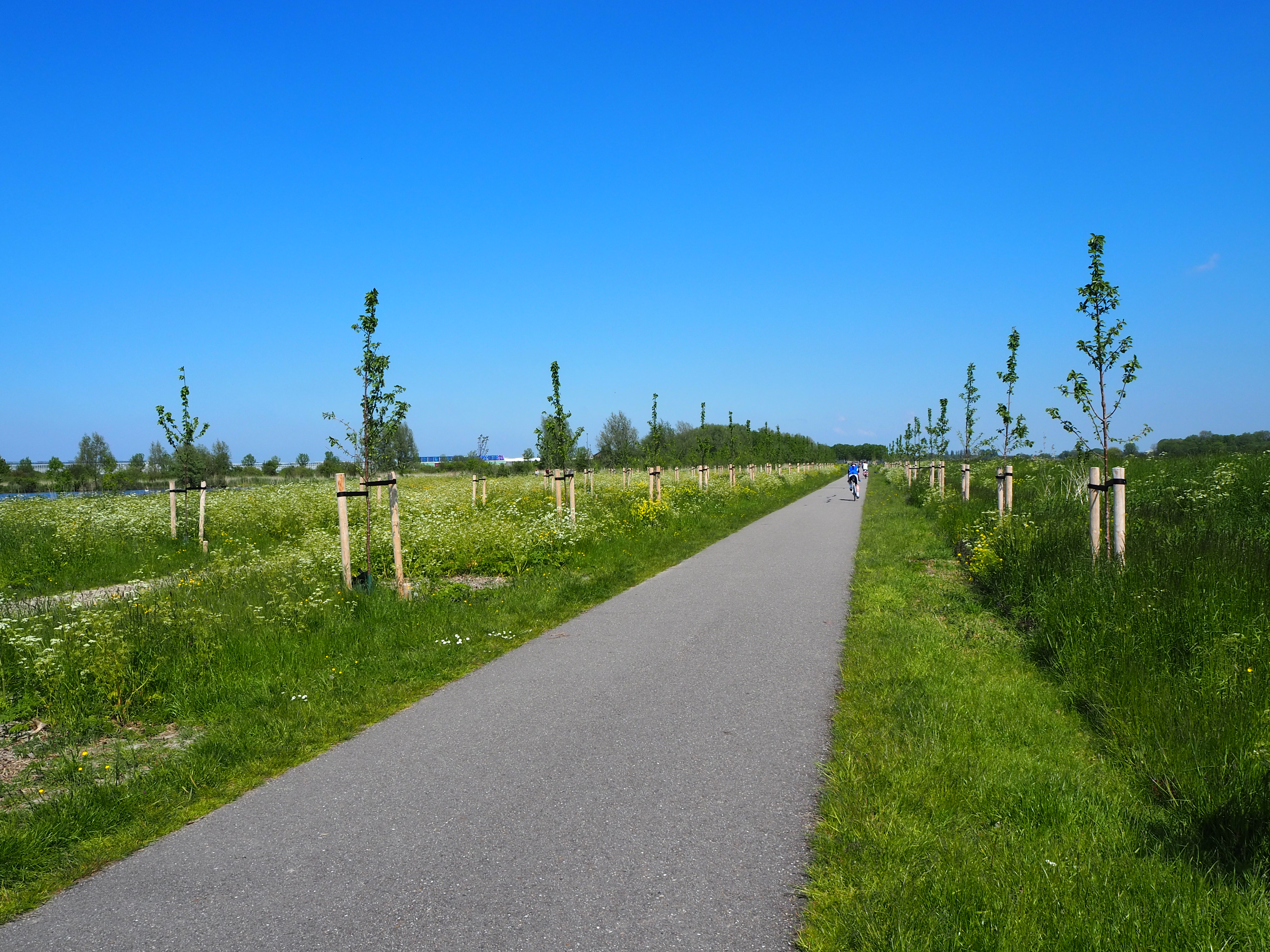
Kraaiennest en jonge fruitbomen
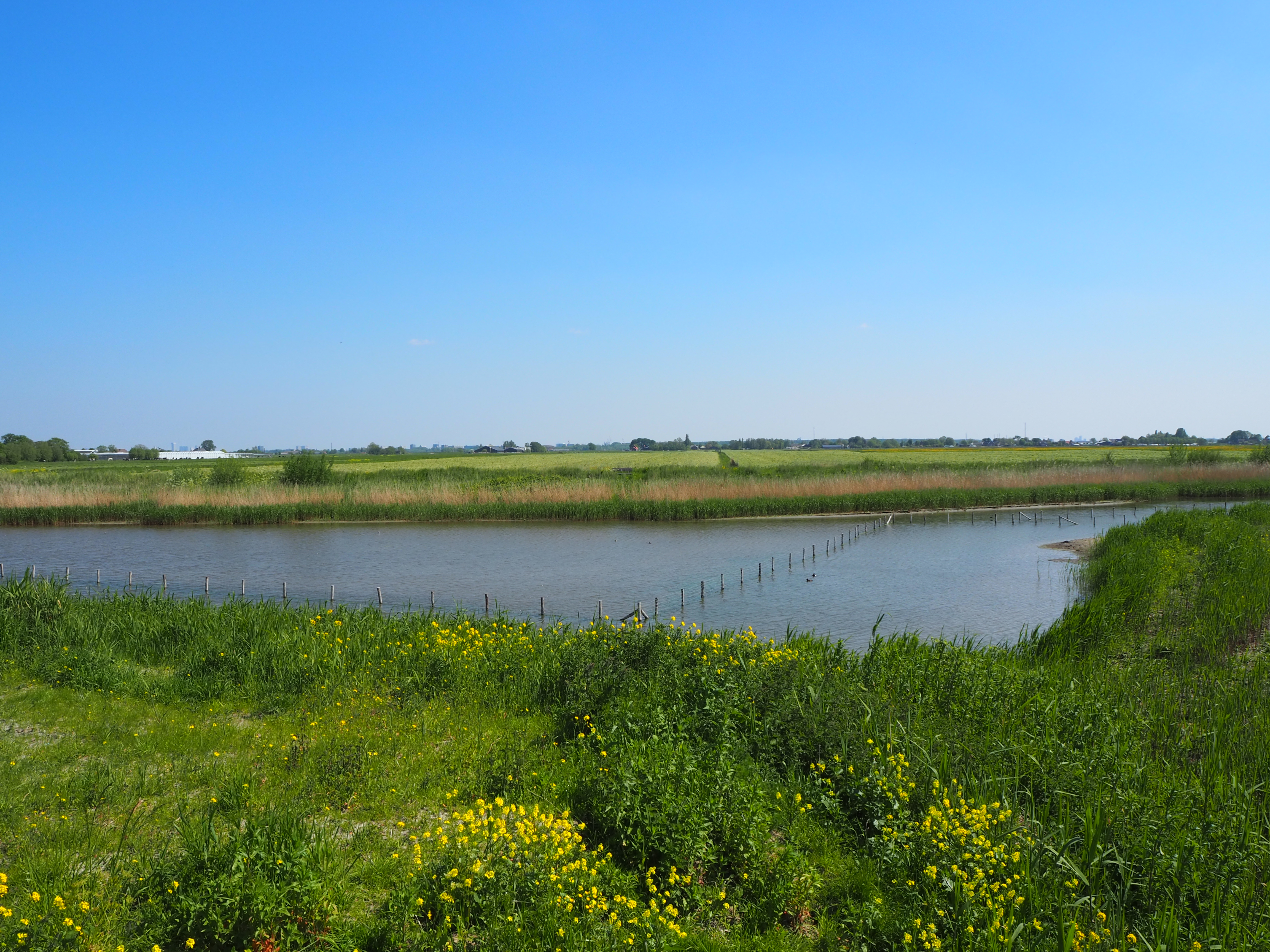
Kraaiennest en Dorppolder
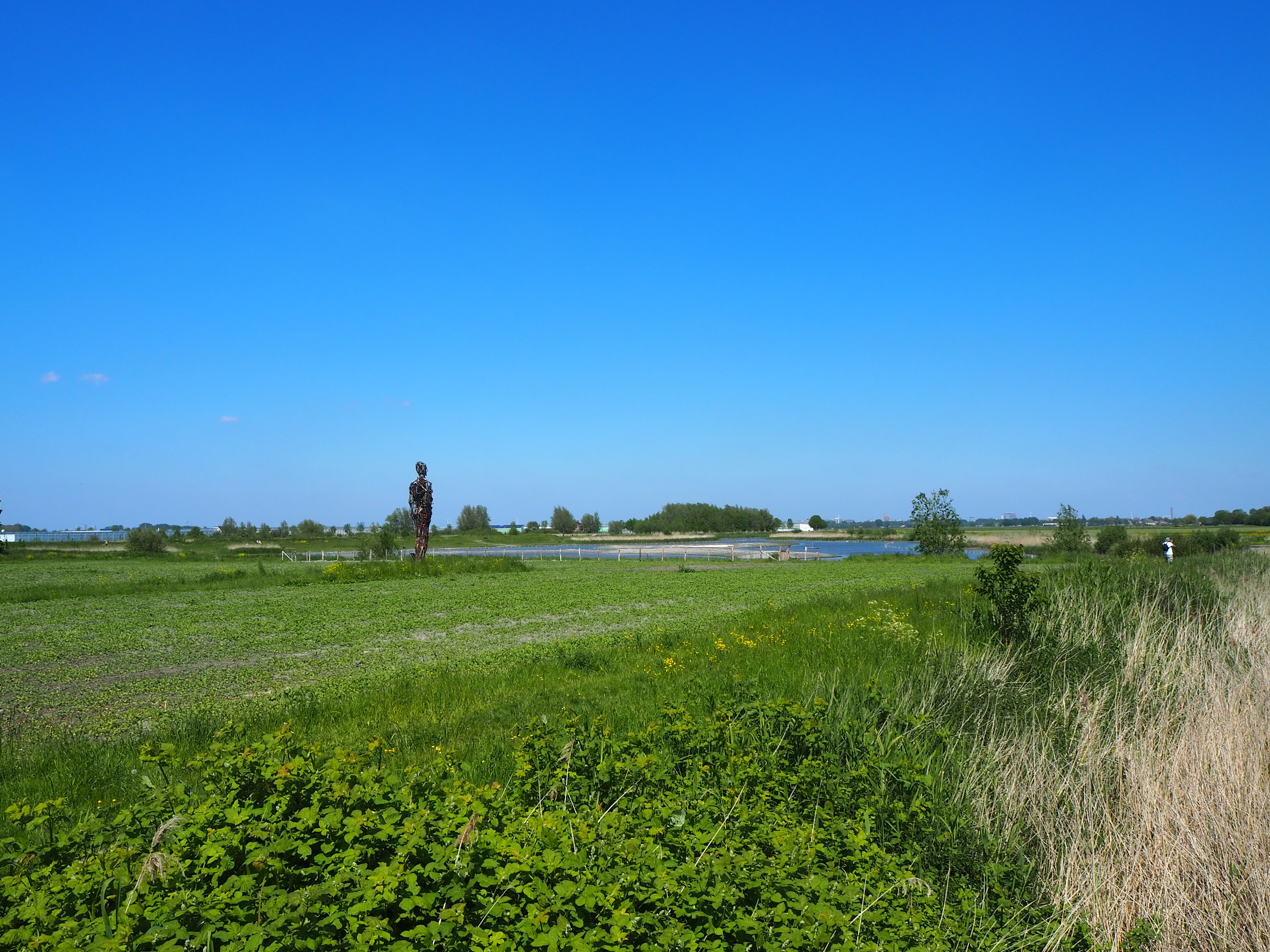
Kraaiennest en kunstwerk